# Jaruco

Jaruco é um município de Cuba pertencente à província ocidental de Mayabeque . Tem apenas 24 726 habitantes e uma área de 275,9 km2 (dados de 2015).
Foi criado no auge dos grandes proprietários da coroa espanhola no século XVIII. Atualmente encontra-se no meio de uma paisagem natural extraordinária, com inúmeras fazendas e explorações rurais. 